# Eccellenza Basilicata 1998-1999
Il campionato italiano di calcio di Eccellenza regionale 1998-1999 è stato l'ottavo organizzato in Italia. Rappresenta il sesto livello del calcio italiano. Questo è il campionato regionale della regione Basilicata.

## Stagione

### Novità
Dal campionato di Eccellenza Basilicata 1997-1998 era stato promosso nel Campionato Nazionale Dilettanti il Policoro, mentre lo Sporting Potenza, l'Horatiana Venosa e il Turrita Maratea erano stati retrocessi nel campionato di Promozione Basilicata. Dal campionato di Promozione Basilicata 1997-1998 erano stati promossi in Eccellenza il Balvano e il Pisticci, classificatisi nelle prime due posizioni. Dal Campionato Nazionale Dilettanti 1997-1998 erano stati retrocessi il Matera e il Lagonegro.
Il Ruggiero di Lauria è stato ammesso al Campionato Nazionale Dilettanti 1998-1999, mentre l'A.S. Angelo Cristofaro e l'A.S. Murese non si sono iscritti al campionato di Eccellenza, di conseguenza sono stati ammessi in Eccellenza l'Agromonte, il Real Ruoti e la Pol. Baragiano, rispettivamente terza, quarta e quinta classificata nel campionato di Promozione Basilicata 1997-1998.
La "Pol. Matera" ha cambiato denominazione in "A.C. Matera". La U.S. Scanzano si è fusa con l'Atletico Matera dando vita alla "A.S. Materasassi".

### Formula
Le 16 squadre partecipanti disputano un girone all'italiana con partite di andata e ritorno per un totale di 30 giornate. La prima classificata viene promossa in Serie D. La squadra seconda classificata viene ammessa agli spareggi nazionali per la promozione in Serie D. Le ultime tre classificate vengono retrocesse direttamente nel campionato di Promozione.

## Squadre partecipanti
| Squadra                          | Città (provincia)         | Stagione 1997-1998           |
| -------------------------------- | ------------------------- | ---------------------------- |
| U.S. Agromonte                   | Agromonte Magnano (PZ)    | 3º in Promozione Basilicata  |
| U.S. Balvano                     | Balvano (PZ)              | 1º in Promozione Basilicata  |
| Pol. Baragiano                   | Baragiano (PZ)            | 5º in Promozione Basilicata  |
| Pol. Comprensorio Sport Pisticci | Pisticci (MT)             | 2º in Promozione Basilicata  |
| Ferrandina Calcio                | Ferrandina (MT)           | 3º in Eccellenza Basilicata  |
| F.C. Francavilla                 | Francavilla in Sinni (PZ) | 7º in Eccellenza Basilicata  |
| A.C. Lagonegro Calcio            | Lagonegro (PZ)            | 19º in C.N.D./H              |
| A.C. Matera                      | Matera                    | 18º in C.N.D./H              |
| A.S. Materasassi                 | Matera                    | 12º in Eccellenza Basilicata |
| Pol. Moliterno                   | Moliterno (PZ)            | 10º in Eccellenza Basilicata |
| U.S. Pescopagano                 | Pescopagano (PZ)          | 6º in Eccellenza Basilicata  |
| S.C. Real Ruoti                  | Ruoti (PZ)                | 4º in Promozione Basilicata  |
| S.S. Santarcangiolese            | Sant'Arcangelo (PZ)       | 11º in Eccellenza Basilicata |
| Sporting Villa d'Agri            | Marsicovetere (PZ)        | 2º in Eccellenza Basilicata  |
| S.C. Tito                        | Tito (PZ)                 | 5º in Eccellenza Basilicata  |
| C.S. Vultur                      | Rionero in Vulture (PZ)   | 4º in Eccellenza Basilicata  |

## Classifica finale
|  | Pos. | Squadra               | Pt | G  | V  | N  | P  | GF | GS | DR  |
|  | ---- | --------------------- | -- | -- | -- | -- | -- | -- | -- | --- |
|  | 1.   | Ferrandina            | 65 | 30 | 19 | 8  | 3  | 48 | 21 | +27 |
|  | 2.   | Vultur Rionero        | 64 | 30 | 19 | 7  | 4  | 62 | 16 | +46 |
|  | 3.   | Materasassi           | 58 | 30 | 16 | 10 | 4  | 52 | 23 | +29 |
|  | 4.   | Sporting Villa d'Agri | 49 | 30 | 14 | 7  | 9  | 51 | 33 | +18 |
|  | 5.   | Baragiano             | 46 | 30 | 12 | 10 | 8  | 46 | 37 | +9  |
|  | 6.   | Lagonegro             | 46 | 30 | 13 | 7  | 10 | 39 | 36 | +3  |
|  | 7.   | Pisticci              | 44 | 30 | 13 | 5  | 12 | 42 | 33 | +9  |
|  | 8.   | Tito                  | 42 | 30 | 11 | 9  | 10 | 41 | 32 | +9  |
|  | 9.   | Pescopagano           | 40 | 30 | 12 | 4  | 14 | 40 | 52 | -12 |
|  | 10.  | Balvano               | 36 | 30 | 9  | 9  | 12 | 33 | 44 | -11 |
|  | 11.  | Moliterno (-1)        | 35 | 30 | 9  | 9  | 12 | 29 | 41 | -12 |
|  | 12.  | Agromonte             | 34 | 30 | 9  | 7  | 14 | 31 | 43 | -12 |
|  | 13.  | FC Francavilla        | 34 | 30 | 9  | 7  | 14 | 22 | 47 | -25 |
|  | 14.  | Real Ruoti            | 28 | 30 | 7  | 7  | 16 | 24 | 45 | -21 |
|  | 15.  | Matera (-2)           | 22 | 30 | 7  | 3  | 20 | 26 | 46 | -20 |
|  | 16.  | Santarcangiolese (-1) | 16 | 30 | 4  | 5  | 21 | 36 | 73 | -37 |

Legenda:
      Promossa in Serie D 1999-2000
      Ammessa ai play-off nazionali
      Retrocessa in Promozione 1999-2000
Note:
Tre punti a vittoria, uno a pareggio, zero a sconfitta.
Il Matera ha scontato 2 punti di penalizzazione.
Il Moliterno e la Santarcangiolese hanno scontato 1 punto di penalizzazione.
Il Pescopagano non si è successivamente iscritto al campionato di Eccellenza Basilicata 1999-2000.